# 陈孟元

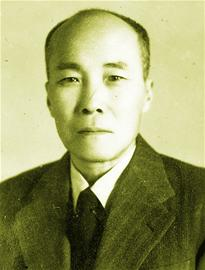
陈孟元

陈孟元（1894年—1963年12月21日），名嗣宗，山东掖县（今莱州市）前朱石村人，中国企业家。
陈孟元16岁闯关东，在黑龙江省爱辉县(今黑河市)商号做学徒，出徒后在全兴瑞商号当店员，不久被派往西伯利亚伊尔库茨克，负责花布批发业务。1922年，黑河发生火灾，全兴瑞商号倒闭，陈孟元自谋生路，经营酒业。1926年，陈孟元在哈尔滨开设聚丰祥货栈，经营业务广泛，获利颇丰。
1929年，陈孟元在沈阳开办聚丰福印刷厂，印刷纸牌。1932年，在沈阳创办太阳烟草公司。
1934年，陈孟元改而向内地投资，在青岛海泊河畔创办阳本印染厂，七七事变后工厂被日军占领，陈孟元先后避往掖县及沈阳。1945年日本战败后，陈孟元收回阳本印染厂。
1949年以后，陈孟元积极配合新政府，将布匹批发给国营商业花纱布公司，货款全部存人北海银行，并拿出所存黄金，积极参与捐款和资助。1950年，为支持朝鲜战争，陈孟元捐献一架喷气式战斗机给中国人民志愿军。1951年，捐资1亿元人民币(旧币) 创建掖县师范学校。1956年，当选为青岛市副市长。1963年12月21日，于青岛病逝。